# 全米野球選手協会
全米野球選手協会（英: National Association of Base Ball Players, NABBP）は、1858年から1870年までアメリカ合衆国で運営されていた野球協会。

## 概説
1839年にニューヨーク州クーパースタウンでアブナー・ダブルディが考案して野球試合が行われたことが野球の始まりとする説が1905年にアルバート・スポルディングが中心となって設立された野球起源調査委員会（ミルズ委員会）の結論であった。しかし今日、野球(Base Ball）の起源とされているのは、1842年にアレキサンダー・カートライトがニューヨーク市にニッカーボッカー・ベースボール・クラブ（あるいはニッカーポッカーズ）を創設してニュージャージー州ホーボーケンで試合を行っていたところ、1845年にカートライトが各地で行われる野球のやり方がまちまちで問題を起こしていたことから「統一ルール」を作り、「ルールブック」を作成したことから初めて試合の規則が明文化されて、それまで各地で違っていた野球が統一性をもたらしたことが野球の発展につながっていった。共通のルールでユニフォームを着用し、クラブ対クラブ、地域対地域で野球試合の開催が可能となった。そして1850年代にアメリカ北東部全域で野球の人気が高まり、また野球クラブも活動費を調達して会費を徴収して罰金・制裁を課すなど一定の排他性を保っていた。1850年代後半になるとクラブ間の対抗試合がさらに一般化して人気のある見世物になり、そして競争がますます熾烈になっていった。
最初の頃はクラブ対抗の試合が終わると宴会が開かれてクラブ会員（選手）同士の社交の場であったのが、グループ同士が対抗する場へと変質し始めた。そこでイギリスではクリケット競技の全国組織があることを例にして、野球に関して全国的な協会の創設を求める声が出てきた。そこで1858年3月10日、ニッカーポッカーズ、ゴッサムズ、エンパイアーズ、グールズらのニューヨーク市近郊地域に存在する野球クラブを集めて全米野球選手協会（英: National Association of Base Ball Players, NABBP）が創設された。
この全米野球選手協会（NABBP）の規則には1クラブ18人以上が必要であり、選手には高潔な言動を義務付け、選手に対する報酬を禁止し、選手・審判・スコアラーの賭け事を禁止する内容が盛り込まれ、さらに1859年には試合後の宴会を禁止した。この当時には既に騒がしい行事に堕落していたのであった。1860年になると参加クラブが53クラブに上り、ニュージャージー州やペンジルベニア州にまで広がった。この年に勃発した南北戦争と時期を同じくして野球はアメリカ各地に普及していき、戦争中は会員クラブ数は減少したが戦後にはさらに拡大して会員クラブは300を超えて全米で17州に広がった。
この膨れ上がった状態で全米野球選手協会は何らかの統制を行う意思も能力もなかった。しかも南北戦争後には人気のあるクラブ同士の試合には1万人から1万5千人の観客が押し掛けてグラウンドの所有者は10～50セントの入場料を徴収し囲いをつける始末であった。ニッカーポッカーズは入場料を取ることに反対していたがやがて有料試合には同意していった。他のクラブは逆にグラウンドの所有者に分け前を要求し、起業家精神に富んだ人間にはこれは大きなビジネスチャンスになることを既に気付いていた。1868年には大きな8クラブの収入は合計で10万ドルに達し、各地では地元の新聞社が勝ったクラブに賞金を出すこともあった。さらにこの時期に鉄道網が整備されて入場料収入を稼ぐためツアーで内陸部まで遠征し、それがまた野球の普及に大きな力となった。
入場料収入を得るとそれは選手への報酬につながる。当時全米野球選手協会のルールでは選手への支払いは禁止されていたが、実際はクラブは密かに選手に支払っていた。1860年にブルックリン・エクセシオールズのジェームズ・クライトン選手がルール違反の報酬を受け取った最初の選手とされている。そしてその後は半ば公然と選手に給与を支払うクラブもあり、1867年にはアルバート・スポルディングがクラブから受け取った金額は彼が野球の傍らで収入を得ていた食糧雑貨卸売商の事務員の週40ドルの10倍であったという。そして野球賭博のスキャンダルも発生し1865年9月28日に行われたニューヨーク・ミューチュアルズ対ブルックリン・エックフォーズの試合で賭博師がエックフォーズに勝たせるようにミューチュアルズの捕手に100ドル支払った。賭博師は選手への給与の支払いに反対していた。しかし必然的に秘密裏に一部の選手への支払いは全選手へ公然と支払うことにつながっていった。
そして1869年に本格的なプロチームとしてシンシナティ・レッドストッキングスが設立されて、10人の選手に合計9,300ドルが後援者から支払われた。そしてこのチームは全米を遠征して57戦全勝の記録を作った。そして翌1870年にシカゴ・ホワイトストッキングスが結成されて、このチームは1人当たり平均1,200ドルの給与を支払った。球団社長デビッド・ゲージは1873年に告発されたがその訴状ではチームの資金にするために会社の資金から10万ドルを横領したというものである。
プロチームを目指すレッドストッキングスとホワイトストッキングスは1870年に全米野球選手協会から脱退し、プロチームを指向しないニューヨーク・ニッカーボッカーズは野球が地位を求める者が名声を獲得するというゲームになってしまい、プロが名声を独占し、もはやゲームにとどまる大義名分が無くなったことを理由に協会を離れていった。すでに1868年に協会のルール委員会がプロとアマの2つのグループに協会を分割すべきとの勧告が出されていた。1870年11月に全米野球選手協会の年次総会で「野球をするために公然と選手を雇う習慣は非難すべきであり、野球にとって有害である」という提案をめぐって議論が展開され、この動議は否決された。
1871年3月初めにプロ化に反対するアマチュアの33クラブの代表がブルックリンに集まり、有償でプレーするという考えを採用することを厳しく批判してここに全米アマチュア野球協会（NAABBP）を結成した。ほぼ同じ3月4日にブロードウェーに参集した主な10クラブの代表で全米プロ野球選手協会が発足した。
ここに全米野球選手協会は解体され、全米プロ野球選手協会と全米アマチュア野球選手協会に分裂した。しかしこの両団体も長くは続かず、1875年に全米アマチュア野球選手協会が、1876年には全米プロ野球選手協会が消滅している。なお1870年に発足したシカゴ・ホワイトストッキングスは全米野球選手協会に参加したこの年に優勝チームとなったが、その後全米プロ野球選手協会を経て1876年に結成されたナショナルリーグに加盟し現在のシカゴ・カブスとなり、現存する唯一の球団である。

## 主な加盟チーム
※括弧内は参加した期間。（「？」マークは時期不詳）◆は後年プロ化した球団。なお全ての加盟チームではない。
- ブルックリン・アトランティックス（1857年 - 1870年）◆
- ブルックリン・ベッドフォード（1857年）
- ブルックリン・コンチネンタル（1857年 - 1863年）
- ブルックリン・エックフォーズ（1857年 - 1870年）◆
- ブルックリン・エクセルシオール（1857年 - 1870年）
- ブルックリン・ハーモニー（1857年）
- ブルックリン・ナッソー（1857年 - 1859年）
- ブルックリン・オリンピック（1857年、1859年）
- ブルックリン・パットナム（1857年 - 1862年）
- ユニオン・オブ・モリサニア（1857年 - 1870年）◆
- ニューヨーク・バルト（1857年 - 1863年？）
- ニューヨーク・エーグル（1857年 - 1869年？）
- ニューヨーク・エンパイア（1857年 - 1869年）
- ニューヨーク・ゴッサム（1857年 - 1870年）
- ニューヨーク・ハーレム（1857年 - 1869年？）
- ニューヨーク・ニッカーボッカーズ（1857年 - 1868年？）
- ニューヨーク・ミューチュアルズ（1858年 - 1870年）◆
- フィラデルフィア・アスレチックス（1861年 - 1870年）◆
- シカゴ・ホワイトストッキングス（1870年）◆ (現：シカゴ・カブス)

### 優勝チーム
1859年：ブルックリン・アトランティックス
1860年：ブルックリン・アトランティックス
1861年：ブルックリン・アトランティックス
1862年：ブルックリン・エックフォーズ
1863年：ブルックリン・エックフォーズ
1864年：ブルックリン・アトランティックス
1865年：ブルックリン・アトランティックス
1866年：ブルックリン・アトランティックス
1867年：ユニオン・オブ・モリサニア
1868年：ニューヨーク・ミューチュアルズ
1869年：ブルックリン・アトランティックス
1870年：シカゴ・ホワイトストッキングス